# Fear of Music
Fear of Music é o terceiro álbum de estúdio da banda norte-americana de rock Talking Heads, lançado em 3 de agosto de 1979 pela Sire Records. Foi gravado no loft do baterista Chris Frantz e da baixista Tina Weymouth durante abril e maio daquele ano, e foi o segundo de três trabalhos sequentes do grupo produzidos pelo músico Brian Eno. O álbum alcançou a 21ª posição na tabela musical Billboard 200 e a 33ª posição na parada musical britânica de álbuns. Gerou os singles "Life During Wartime", "I Zimbra" e "Cities".
O álbum teve uma recepção favorável, com os críticos musicais elogiando os ritmos não convencionais e as performances líricas do vocalista David Byrne. O álbum é frequentemente considerado um dos melhores lançamentos dos Talking Heads e foi apresentado em diversas listas.
Foi certificado como disco de ouro pela Associação Americana da Indústria de Gravação em setembro de 1985, depois que mais de 500 mil cópias foram vendidas nos Estados Unidos.

## Contexto
O álbum anterior, More Songs About Buildings and Food, expandiu a sonoridade da banda. Incluiu um single de sucesso, uma versão cover de "Take Me to the River", de Al Green, que ganhou uma certa popularidade para o quarteto. Em março de 1979, tocaram a canção no programa musical American Bandstand. Nos dias seguintes à apresentação, eles decidiram que não queriam ser considerados simplesmente como "uma máquina de singles".

## Gravação
A banda entrou em estúdio na primavera de 1979 para ensaiar algumas demos. Musicalmente, queriam expandir os ritmos presentes no álbum anterior, tornando-os mais proeminentes nas novas canções. As gravações foram adiadas depois que o quarteto não gostou dos resultados durante os ensaios. Decidiram então gravar no apartamento do baterista Chris Frantz e da baixista Tina Weymouth. Brian Eno, que havia produzido o trabalho anterior da banda, foi chamado para ajudar.
Em 22 de abril e 6 de maio de 1979, uma equipe da engenharia de som do Record Plant Studios estacionou em frente ao prédio de Frantz e Weymouth e passou cabos pela janela do sótão. Nesses dois dias, a banda fez as gravações básicas com Eno. Weymouth afirmou mais tarde que o senso de ritmo de David Byrne é "insano, mas fantástico" e que ele foi o incentivo durante as sessões caseiras. Conforme as canções evoluíram, as apresentações se tornaram mais fáceis para todos os membros. Eno foi fundamental para moldar sua confiança no som e na gravação e trabalhou no tratamento eletrônico de todas as faixas depois de criadas. Em "Mind", Byrne fez seu primeiro uso da técnica de vocais dobrados em um álbum.

## Capa e título
A capa foi concebida pelo guitarrista Jerry Harrison. É totalmente preta, porém apresenta um relevo que lembra a textura do uma chapa xadrez de alumínio, refletindo o tema urbano do álbum. A contracapa foi concebida por David Byrne e inclui uma foto criada por Jimmy Garcia com a ajuda de Philip Strax. Harrison sugeriu o título, segundo Weymouth, este foi aceito por "encaixar" nos temas das canções e pelo fato do quarteto ter sofrido muito estresse e pressão durante a produção do álbum.

## Canções
O álbum é amplamente construído sobre uma mistura eclética de ritmos disco, paisagens sonoras cinematográficas e elementos convencionais do rock. Byrne credita a inspiração para o álbum, especialmente ao sucesso "Life During Wartime", à vida no bairro nova-iorquino East Village. Em vez de incorporar personagens na sociedade, como fez em More Songs, Byrne decidiu colocá-los sozinhos em situações distópicas. Weymouth estava inicialmente cética em relação às novas composições de Byrne, mas o vocalista conseguiu persuadi-la.
A faixa de abertura do álbum, "I Zimbra", é uma canção orientada à música disco com influências da música africana, incluindo cânticos feitos pela engenheira de gravação Julie Last. A letra é baseada em um poema do escritor alemão Hugo Ball. A letra, combinada a uma sonoridade rica, deu a ela um estilo "étnico"; Harrison disse que essa canção influenciou o que a banda faria em seu próximo álbum, Remain in Light. "Cities", o terceiro single extraído do álbum, detalha a busca pelo lugar perfeito para se viver, e nasceu da preferência dos membros da banda por casas urbanas, especialmente em Manhattan.
"Paper" compara um caso amoroso com um simples pedaço de papel. Em "Life During Wartime", Byrne se autodenomina um "guerrilheiro urbano nada heroico". O personagem está apenas ligado ao colapso iminente de sua civilização. O vocalista considerou a persona "crível e plausível". "Air" é uma canção de protesto "contra a atmosfera", uma ideia que Byrne não considera "uma piada". Inspirado na peça alemã Ópera dos Três Vinténs, o compositor queria criar uma faixa melancólica e comovente sobre uma pessoa que se sente tão deprimida que até a sua respiração dói.

## Lançamento
Depois de finalizar a produção do álbum, a banda embarcou em sua primeira turnê pela região do Pacífico em junho de 1979, apresentando-se em Nova Zelândia, Austrália, Japão e Havaí. O álbum foi lançado mundialmente em 3 de agosto.
Uma turnê nos Estados Unidos para apresentar o novo material foi concluída em agosto de 1979. Na época, Byrne disse à Rolling Stone: "Estamos em uma posição engraçada. Não nos agradaria fazer música impossível de ouvir, mas não queremos se comprometer por causa da popularidade." A banda competiu como atração principal com Van Morrison e os Chieftains no Festival artístico e cultural de Edimburgo em setembro, e embarcou em uma turnê promocional do álbum pela Europa até o final do ano.

## Recepção crítica

### Críticas contemporâneas
| Críticas profissionais        | Críticas profissionais |
| Avaliações da crítica         | Avaliações da crítica  |
| Fonte                         | Avaliação              |
| ----------------------------- | ---------------------- |
| AllMusic                      | [ 20 ]                 |
| Chicago Tribune               | [ 21 ]                 |
| Christgau's Record Guide      | A−                     |
| Consequence of Sound          | A+                     |
| The Irish Times               | [ 24 ]                 |
| Mojo                          | [ 25 ]                 |
| Pitchfork                     | 10/10                  |
| The Rolling Stone Album Guide | [ 27 ]                 |
| Spin Alternative Record Guide | 9/10                   |
| Uncut                         | 9/10                   |

O álbum foi bem recebido pela crítica musical. O jornalista Jon Pareles, escrevendo para a revista Rolling Stone, ficou impressionado com seus "ritmos inabaláveis" e as evocações líricas de Byrne; ele concluiu: "Fear of Music costuma ser deliberado e brilhantemente desorientador. Como sua capa preta e corrugada (que lembra uma tampa de bueiro), o álbum é um presságio, inevitavelmente urbano e obcecado por textura". O revisor John Rockwell do jornal The New York Times sugeriu que o álbum não era um lançamento convencional de rock, enquanto Stephanie Pleet do periódico Daily Collegian comentou que mostrou uma progressão positiva no estilo musical dos Talking Heads. O crítico musical Robert Christgau, escrevendo para o periódico The Village Voice, elogiou a "estranheza corajosa" do álbum, mas observou que "um pouco de adoçamento poderia ajudar". O comentarista musical Richard Cromelin do Los Angeles Times ficou impressionado com a "incrível performance vocal" de Byrne e suas nuances, e chamou Fear of Music de "um salto quântico" para a banda. Tom Bentkowski, da revista New York, concluiu: "(Mas) o que torna o álbum tão bem-sucedido, talvez, seja um antielitismo genuinamente sentido. Os Talking Heads foram inteligentes o suficiente para tornar o intelectual contagiante, e até dançante".

### Críticas retrospectivas
O crítico musical William Ruhlmann do sítio AllMusic sentiu que Fear of Music era "um álbum de transição irregular", mas mesmo assim, afirmou que inclui canções que combinam com a qualidade dos melhores trabalhos da banda. Em Spin Alternative Record Guide de 1995, o comentarista Jeff Salamon o chamou de "a oferta musicalmente mais variada dos Talking Heads". Em uma revisão de 2003, Chris Smith do periódico online Stylus Magazine elogiou as personas de Byrne e as técnicas de produção estilizadas de Brian Eno.

## Legado
Fear of Music foi eleito o melhor álbum de 1979 pelos periódicos NME, Melody Maker e Los Angeles Times. O jornal The New York Times o incluiu em sua lista dos 10 melhores discos lançados naquele ano. A revista Sounds colocou o álbum em segundo lugar em sua lista de "Melhores de 1979". Ele ficou em quarto lugar na pesquisa dos críticos da votação Pazz & Jop de 1979, realizada pelo Village Voice.
Em 1985, a NME colocou Fear of Music em 68º lugar na lista dos "100 Álbuns de Todos os Tempos". Em 2004, a Pitchfork apresentou o disco em 31º lugar em sua lista dos "100 Melhores Álbuns da Década de 1970". O álbum foi incluído no livro de Robert Dimery, 1001 Albums You Must Hear Before You Die (2002).

## Lista de faixas
Todas as letras escritas por David Byrne, exceto as indicadas. 
| Lado um |                       |                                |         |  |
| N.º     | Título                | Compositor(es)                 | Duração |  |
| 1.      | "I Zimbra"            | Byrne Eno Ball                 | 3:09    |  |
| 2.      | "Mind"                |                                | 4:13    |  |
| 3.      | "Paper"               |                                | 2:39    |  |
| 4.      | "Cities"              |                                | 4:10    |  |
| 5.      | "Life During Wartime" | Byrne Frantz Harrison Weymouth | 3:41    |  |
| 6.      | "Memories Can't Wait" | Byrne Harrison                 | 3:30    |  |

| Lado dois |                   |                |         |  |
| N.º       | Título            | Compositor(es) | Duração |  |
| 1.        | "Air"             |                | 3:34    |  |
| 2.        | "Heaven"          | Byrne Harrison | 4:01    |  |
| 3.        | "Animals"         |                | 3:30    |  |
| 4.        | "Electric Guitar" |                | 3:03    |  |
| 5.        | "Drugs"           | Byrne Eno      | 5:10    |  |

| Faixas bônus – Reedição de 2005 |                                            |                                |         |  |
| N.º                             | Título                                     | Compositor(es)                 | Duração |  |
| 1.                              | "Dancing for Money" (Outtake)              |                                | 2:42    |  |
| 2.                              | "Life During Wartime" (Versão alternativa) | Byrne Frantz Harrison Weymouth | 4:07    |  |
| 3.                              | "Cities" (Versão alternativa)              |                                | 5:30    |  |
| 4.                              | "Mind" (Versão alternativa)                |                                | 4:26    |  |

## Ficha técnica
| Talking Heads - David Byrne – vocais, guitarras; vocais de apoio (em "I Zimbra") - Jerry Harrison – guitarras, vocais de apoio, teclados - Tina Weymouth – baixo elétrico, vocais de apoio - Chris Frantz – bateria Músicos adicionais - Brian Eno – tratamento; vocais de apoio (em "I Zimbra"), vocais adicionais - Gene Wilder – congas (em "I Zimbra" e "Life During Wartime") - Ari – congas (em "I Zimbra" e "Life During Wartime") - Robert Fripp – guitarra (em "I Zimbra") - The Sweetbreathes (Lani Weymouth, Laura Weymouth, Tina Weymouth) – vocais de apoio (em "Air") - Julie Last – vocais de apoio (em "I Zimbra") - Hassam Ramzy – surdo (em "I Zimbra") - Abdou M'Boup – djembe, tambor falante (em "I Zimbra") - Assane Thiam – percussão (em "I Zimbra") Os sons de pássaros em "Drugs" foram gravados no Lone Pine Koala Sanctuary, Brisbane. | Produção - Brian Eno – produtor - Talking Heads – produtores - Rod O'Brian – engenheiro de som - Dave Hewitt – engenheiro de som - Fred Ridder – engenheiro de som - Phil Gitomer – engenheiro de som - Kooster McAllister – engenheiro de som - Joe Barbaria – engenheiro de som - Neal Teeman – engenheiro de som - Chris Martinez – assistência de engenharia - Tom Heid – assistência de engenharia - Julie Last – assistência de engenharia - Greg Calbi – masterização - Jerry Harrison – capa - Jimmy Garcia – contracapa - Philip Strax – contracapa |

## Posição nas tabelas musicais
| Tabelas musicais (1979)        | Melhor posição |
| ------------------------------ | -------------- |
| Canadá (RPM)                   | 27             |
| Nova Zelândia (RMNZ)           | 11             |
| Reino Unido (OCC)              | 33             |
| Estados Unidos (Billboard 200) | 21             |